# Montchevreuil
Montchevreuil – gmina we Francji, w regionie Hauts-de-France, w departamencie Oise. W 2016 roku liczba ludności wynosiła 1291 mieszkańców. 
Gmina została utworzona 1 stycznia 2019 roku z połączenia dwóch ówczesnych gmin: Bachivillers oraz Fresneaux-Montchevreuil. Siedzibą gminy została miejscowość Fresneaux-Montchevreuil. 